# Rolo to the Rescue
Rolo to the Rescue est un jeu vidéo de plate-forme sorti en 1992 sur Mega Drive. Le jeu a été développé par Vectordean et édité par Electronic Arts.